# Euryoryzomys
Euryoryzomys is een geslacht van knaagdieren uit de muizen en ratten van de Oude Wereld dat voorkomt in de Amazonebekken, zuidelijk tot Paraguay. De soorten van dit geslacht worden meestal in Oryzomys geplaatst, maar recent onderzoek heeft uitgewezen dat Euryoryzomys niet nauw verwant is aan Oryzomys sensu stricto, maar de zustergroep is van een klade van Oecomys, Handleyomys, Hylaeamys, Transandinomys en Nephelomys. De geslachtsnaam is een combinatie van het Griekse woord ευρυς "ver reikend" met de naam Oryzomys en verwijst naar de grote verspreiding van dit geslacht.

## Kenmerken
De rugvacht is geel- of roodbruin. De buikvacht vormt een abrupte overgang met de rugvacht en is wit. De oren zijn groot. Bij het begin van de klauwen aan de achtervoeten zitten kroontjes van haar. De staart is even lang als of langer dan de kop-romplengte. De bovenkant is donkerder dan de onderkant.

## Indeling
Er zijn zeven soorten:
- Euryoryzomys cerqueirai (Noordoost-Brazilië)[2]
- Euryoryzomys emmonsae (oostelijk Amazonebekken, tussen de Xingu en de Tocantins)
- Euryoryzomys lamia (Cerrado van Midden-Brazilië)
- Euryoryzomys legatus (oostelijke Andes van Bolivia en Noord-Argentinië)
- Euryoryzomys macconnelli (Amazonebekken)
- Euryoryzomys nitidus (Oost-Peru en Oost-Bolivia tot West-Brazilië)
- Euryoryzomys russatus (Noordoost-Argentinië en Oost-Paraguay tot Zuidoost-Brazilië)

Aegialomys · Amphinectomys · Cerradomys · Drymoreomys · Eremoryzomys · Euryoryzomys · Handleyomys · Holochilus · Hylaeamys · Lundomys · Megalomys · Megaoryzomys · Melanomys · Microakodontomys · Microryzomys · Mindomys · Neacomys · Nectomys · Nephelomys · Nesoryzomys · Noronhomys · Oecomys · Oligoryzomys · Oreoryzomys · Oryzomys · Pattonimus · Pennatomys † · Pseudoryzomys · Scolomys · Sigmodontomys · Sooretamys · Tanyuromys · Transandinomys · Zygodontomys